# بهورد
بهورد، روستایی از توابع ایوانکی در استان سمنان ایران است.

## جمعیت
این روستا در دهستان ایوانکی قرار دارد و براساس سرشماری مرکز آمار ایران در سال ۱۳۸۵، جمعیت آن ۲۱ نفر (۶خانوار) بود و بر اساس سرشماری ۱۳۹۵ خالی از سکنه است.